# Panicum volutans
Panicum volutans là một loài thực vật có hoa trong họ Hòa thảo. Loài này được J.G.Anderson mô tả khoa học đầu tiên năm 1960.